# Baby Star
Baby Star is een historisch Duits merk van hulpmotoren.
De Duitse firma Mepps bouwde dit kleine hulpmotortje met liggende cilinder in licentie van Stellwagen. Het blokje moest boven het voorwiel van een fiets worden gemonteerd.
Het was een zeer bijzonder motortje omdat het links en rechts van het voorwiel volledig symmetrisch leek te zijn. Rechts van het wiel zat de cilinder, zowel boven als onder afgedekt met een kapje. Boven het voorwiel zat de carburateur en de koplamp, links van het voorwiel zat op het oog dezelfde constructie als rechts. Dat was echter niet zo: het kapje boven de "cilinder" was de benzinetank en de "cilinder" zelf had weliswaar dezelfde koelribben als rechts, maar geen bougie. Er zat wel een gaatje omdat dit een als cilinder vermomde uitlaat was.